# Tour der südafrikanischen Rugby-Union-Nationalmannschaft nach Australien und Neuseeland 1921
| Tour der Springboks nach Australien und Neuseeland 1921 | Tour der Springboks nach Australien und Neuseeland 1921 | Tour der Springboks nach Australien und Neuseeland 1921 | Tour der Springboks nach Australien und Neuseeland 1921 | Tour der Springboks nach Australien und Neuseeland 1921 |
| Übersicht                                               | S                                                       | G                                                       | U                                                       | N                                                       |
| ------------------------------------------------------- | ------------------------------------------------------- | ------------------------------------------------------- | ------------------------------------------------------- | ------------------------------------------------------- |
| Test Matches                                            | 03                                                      | 01                                                      | 1                                                       | 1                                                       |
| Sonstige Spiele                                         | 21                                                      | 19                                                      | 1                                                       | 1                                                       |
| Gesamt                                                  | 24                                                      | 20                                                      | 2                                                       | 2                                                       |
|                                                         |                                                         |                                                         |                                                         |                                                         |
| Neuseeland                                              | 3                                                       | 1                                                       | 1                                                       | 1                                                       |
| NSW Waratahs                                            | 3                                                       | 3                                                       | 0                                                       | 0                                                       |

Die Tour der südafrikanischen Rugby-Union-Nationalmannschaft nach Australien und Neuseeland 1921 war die dritte internationale Tour der Springboks, der Nationalmannschaft Südafrikas in der Sportart Rugby Union. Das Team reiste erstmals nach Australien und Neuseeland, wo es von Juni bis September 1921 insgesamt 24 Spiele bestritt. Dazu gehörten drei Test Matches gegen die All Blacks (die neuseeländische Nationalmannschaft) sowie weitere Begegnungen mit Vereinsmannschaften und Auswahlteams.

## Ereignisse

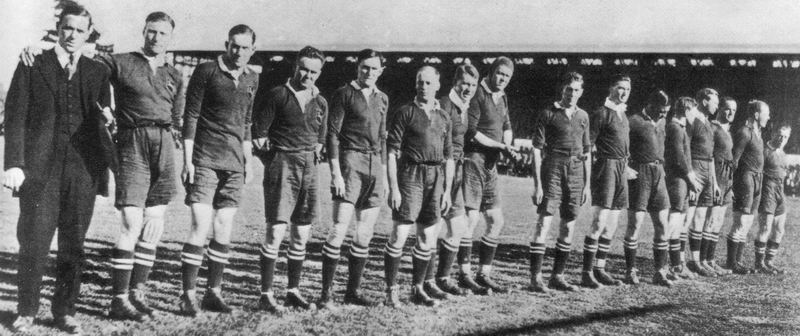
Die Springboks vor ihrem ersten Test Match gegen die All Blacks am 13. August 1921 in Dunedin

Zu Beginn der 1920er Jahre war die australische Nationalmannschaft inaktiv, da sich der Spielbetrieb weitgehend auf New South Wales beschränkte. Aus diesem Grund traten die Springboks gegen das Auswahlteam New South Wales Waratahs an. Die Australian Rugby Union erkannte diese Spiele 1986 als Test Matches an, während die South African Rugby Union dies bis heute nicht tut. Die Tour legte auch den Grundstein für die bis heute andauernde Rivalität zwischen den Springboks und den All Blacks. Bereits damals galten beide Teams als die besten der Welt, waren aber bisher noch nie gegeneinander angetreten. Aus diesem Grund wurde die Tour auch als „Rugby-Weltmeisterschaft“ bezeichnet.
Für eine Kontroverse sorgte das drittletzte Spiel der Tour gegen die New Zealand Māori, das Auswahlteam der neuseeländischen Ureinwohner, das am 7. September in Napier stattfand. Ein südafrikanischer Journalist telegrafierte: Spectacle thousands Europeans frantically cheering on band of coloured men to defeat members of own race was too much for Springboks, who frankly disgusted. („Das Spektakel tausender Europäer, die eine Bande farbiger Männer frenetisch anfeuerten, um Mitglieder der eigenen Rasse zu besiegen, war zuviel für die Springboks, die sich offen gesagt empörten“) Ein neuseeländischer Telegrafist gab die Meldung an die Zeitung New Zealand Truth weiter, die sie der Öffentlichkeit bekannt machte. Daraufhin sah sich der südafrikanische Tourmanager zu einer Erklärung genötigt, wonach die Springboks „die größte Bewunderung für die Eingeborenen als Rasse“ hatten.

## Spielplan
- Hintergrundfarbe grün = Sieg
- Hintergrundfarbe gelb = Unentschieden
- Hintergrundfarbe rot = Niederlage

(Test Matches sind grau unterlegt; Ergebnisse aus der Sicht Südafrikas)

### Spiele in Australien
| #  | Datum         | Gegner                   | Ort       | Stadion           | Ergebnis |
| -- | ------------- | ------------------------ | --------- | ----------------- | -------- |
| 01 | 18. Juni 1921 | Victoria XV              | Melbourne |                   | 51:0     |
| 02 | 25. Juni 1921 | New South Wales Waratahs | Sydney    | Sydney Showground | 25:10    |
| 03 | 27. Juni 1921 | New South Wales Waratahs | Sydney    | Sydney Showground | 16:11    |
| 04 | 2. Juli 1921  | New South Wales Waratahs | Sydney    | University Oval   | 28:9     |
| 05 | 6. Juli 1921  | Sydney Rugby Union       | Sydney    |                   | 14:8     |

### Spiele in Neuseeland
| #  | Datum              | Gegner                                                | Ort              | Stadion               | Ergebnis |
| -- | ------------------ | ----------------------------------------------------- | ---------------- | --------------------- | -------- |
| 06 | 13. Juli 1921      | Whanganui Rugby Football Union                        | Wanganui         | Cook Gardens          | 11:6     |
| 07 | 16. Juli 1921      | Taranaki Rugby Football Union                         | New Plymouth     |                       | 0:0      |
| 08 | 20. Juli 1921      | Wairarapa & Bush Rugby Football Union                 | Masterton        |                       | 18:3     |
| 09 | 23. Juli 1921      | Wellington Rugby Football Union                       | Wellington       | Athletic Park         | 8:3      |
| 10 | 27. Juli 1921      | West Coast & Buller Rugby Football Union              | Greymouth        | Rugby Park            | 33:3     |
| 11 | 30. Juli 1921      | Canterbury Rugby Football Union                       | Christchurch     | Lancaster Park        | 4:6      |
| 12 | 03. August 1921    | South Canterbury Rugby Football Union                 | Timaru           | Fraser Park           | 34:3     |
| 13 | 06. August 1921    | Southland Rugby Union                                 | Invercargill     | Rugby Park            | 4:6      |
| 14 | 10. August 1921    | Otago Rugby Football Union                            | Dunedin          | Carisbrook            | 3:11     |
| 15 | 13. August 1921    | Neuseeland                                            | Dunedin          | Carisbrook            | 5:13     |
| 16 | 17. August 1921    | Horowhenua & Manawatu Rugby Union                     | Palmerston North | Showgrounds Oval      | 3:0      |
| 17 | 20. August 1921    | Auckland / North Auckland Rugby Union                 | Auckland         | Eden Park             | 24:8     |
| 18 | 24. August 1921    | Bay of Plenty Rugby Union                             | Rotorua          | International Stadium | 17:9     |
| 19 | 27. August 1921    | Neuseeland                                            | Auckland         | Eden Park             | 9:5      |
| 20 | 30. August 1921    | Waikato Rugby Union                                   | Hamilton         | Rugby Park            | 6:0      |
| 21 | 03. September 1921 | Hawke’s Bay & Poverty Bay Rugby Football Union        | Napier           | McLean Park           | 14:8     |
| 22 | 07. September 1921 | New Zealand Māori                                     | Napier           | McLean Park           | 9:8      |
| 23 | 10. September 1921 | Nelson & Golden Bay-Motueka & Marlborough Rugby Union | Nelson           | Trafalgar Park        | 26:3     |
| 24 | 17. September 1921 | Neuseeland                                            | Wellington       | Athletic Park         | 0:0      |

## Test Matches
| 13. August 1921 | Neuseeland                                           | 13 : 5        | Südafrika                                | Carisbrook, Dunedin Zuschauer: 25.000 Schiedsrichter: Edward McKenzie (Neuseeland) |
| 13. August 1921 | Versuche: Belliss Steel Storey Straftritte: Nicholls | (0:5) Bericht | Versuche: van Heerden Erhöhungen: Morkel | Carisbrook, Dunedin Zuschauer: 25.000 Schiedsrichter: Edward McKenzie (Neuseeland) |

Aufstellungen:
- Neuseeland: George Aitken , Cecil Badeley, Moke Belliss, James Donald, Bill Duncan, Richard Fogarty, Ned Hughes, Charles Kingstone, Jim Moffitt, Harry Nicholls, Mark Nicholls, Jock Richardson, Jack Steel, Percy Storey, Andrew White
- Südafrika: Wally Clarkson, Theuns Kruger, Frank Mellish, Charlie Meyer, Jacobus Michau, Mannetjies Michau, Gerhard Morkel, Harry Morkel, Henry Morkel, William Morkel , Phil Mostert, Tokkie Scholtz, Taffy Townsend, Attie van Heerden, Alf Walker

| 27. August 1921 | Neuseeland                             | 5 : 9         | Südafrika                                             | Eden Park, Auckland Zuschauer: 40.000 Schiedsrichter: Alfred Neilson (Neuseeland) |
| 27. August 1921 | Versuche: McLean Straftritte: Nicholls | (5:5) Bericht | Versuche: Sendin Erhöhungen: Morkel Dropgoals: Morkel | Eden Park, Auckland Zuschauer: 40.000 Schiedsrichter: Alfred Neilson (Neuseeland) |

Aufstellungen:
- Neuseeland: George Aitken , Cecil Badeley, Moke Belliss, James Donald, Bill Duncan, Ned Hughes, Napoleon Kingstone, Andrew McLean, Jim Moffitt, Mark Nicholls, Jock Richardson, Teddy Roberts, Jack Steel, Percy Storey, Alf West
- Südafrika: Wally Clarkson, Nic du Plessis, Mervyn Ellis, Theuns Kruger, Charlie Meyer, Mannetjies Michau, Gerhard Morkel, Henry Morkel, Royal Morkel, William Morkel , Phil Mostert, Tokkie Scholtz, Billy Sendin, Tank von Rooyen, Bill Zeller

| 17. September 1921 | Neuseeland    | 0 : 0 | Südafrika | Athletic Park, Wellington Zuschauer: 35.000 Schiedsrichter: Alfred Neilson (Neuseeland) |
| 17. September 1921 | (0:0) Bericht |       |           | Athletic Park, Wellington Zuschauer: 35.000 Schiedsrichter: Alfred Neilson (Neuseeland) |

Aufstellungen:
- Neuseeland: Moke Belliss, Bill Duncan, Billy Fea, Charles Fletcher, Richard Fogarty, Karl Ifwersen, Napoleon Kingstone, Andrew McLean, Jim Moffitt, Mark Nicholls, Jock Richardson, Teddy Roberts , Keith Siddells, Jack Steel, Alf West
- Südafrika: Josias de Kock, Nic du Plessis, Mervyn Ellis, Frank Mellish, Charlie Meyer, Mannetjies Michau, Gerhard Morkel, Royal Morkel, William Morkel , Phil Mostert, Sarel Strauss, Attie van Heerden, Tank van Rooyen, Alf Walker, Bill Zeller